# Protestos de 2021-2022 nas Antilhas Francesas
Os protestos de 2021-2022 nas Antilhas Francesas são um conflito em vigor desde 17 de novembro de 2021 nas Antilhas francesas, particularmente em Guadalupe e Martinica.
Em seguida à decisão do governo francês de estabelecer a obrigação da vacinação para os cuidadores assim como um passe sanitário em vários lugares públicos, começaram os atos de vandalismo, uma greve e manifestações, incialemente em Guadalupe e em seguida em Martinica.

## Contexto
No fim de novembro, somente 39% dos Martiniquais e 47% dos Guadalupeans estavam totalmente vacinados; níveis significativamente inferiores à média na França. Essa situação se deve ao ceticismo de uma parte da população das Antilhas diante da vacinação, muitas pessoas estimaram que o balanço risco-benefício estava potencialmente desfavorável.
Os protestos expressão entretanto causas mais profundas que apenas o passe sanitário. Guadalupe e Martinica experienciaram por anos graves escandalos de política sanitária, em que a falta de água corrente e a poluição de chlordécone, um insenticida altamente tóxico usado massivamente nas Antilhas francesas entre 1972 e 1993 com autorização de sucessivos governo. O Estado, portanto, é objeto de desconfiança, contribuindo com o ceticismo dos habitantes face à vacinação.

## Histórico

### 2021
Em 19 de novembro, o prefeito de Guadalupe estabeleceu um toque de recolher de 18 horas às 5 por razões securitárias.
As autoridades anunciam em 22 de novembro do fechamento de escolas e serviços municipais. No mesmo dia, a revolta se estende por Martinica.
Em 26 de novembro, o ministro de ultramar Sébastien Lecornu anuncia a obrigação da vacinação a partir de 31 de dezembro, e se diz disposto à 'falar da autonomia de Guadalupe'. Em 24 de dezembro de 2021, os manifestantes invadem brevemente o Conselho regional de Guadalupe e ocupam-o durante a noite.

### 2022
Em 3 de janeiro, um coletivo de organizações opostas ao passe sanitário e à orbigação da vacinação organizam a operação escargot, uma carreata, que gera engarrafamentos.
Em 4 de janeiro, uma série de pequenos travamentos de rotas acompanhados por fogos são erguids na comuna de Sainte-Rose.
No mesmo dia, os sindicalistas da UTS-UGTG bloqueiam o edificio adminstrativo do hospital universitário de Pointe-à-Pitre e sequestram o pessoal do hospítal por várias horas.

## Nota
- Este artigo foi inicialmente traduzido, total ou parcialmente, do artigo da Wikipédia em francês cujo título é «Révolte de 2021-2022 dans les Antilles françaises».